# Музеј клесарства и вајарства Моравске школе
Музеј клесарства и вајарства Моравске школе је отворен 18. јула 2009. године у оквиру манифестације „Беловодскa розетa”, у Белој Води, насељу на територији града Крушевца. У месту где је клесарски занат води од праисторије до данас и као такав препознат и уврштен у Национални регистар нематеријалног културног наслеђа Србије.
Одлуком Управног одбора Народног музеја Крушевац од децембра 2012. године, музеј у Белој Води постао је истурено одељење крушевачког музеја.

## Оснивање музеја
За оснивање музеја група ентузијаста (Велибор Лазаревић, Раде Јовановић и Божидар Новокмет) покренули су акцију у марту 2009. године, за уређење и опремање сале на спрату Народног дома. Акцији су се придружили мештани Беле Воде и са 250 добровољних радних дана од руине средили простор од 150m². Акцију су водили и реализовали претежно чланови огранка Вукове задужбине, Месне заједнице и КУД „Ратко Јовановић” који су са придруженим Саветом и Организационим одбором „Беловодске розете” и Вајарске колоније „Беловодски пешчар” били и оснивачи музеја који су са придруженим грађанима усвојили и Оснивачку повељу музеја и одредили Савет, старатеље, обавезе и редакцију музеја.

## Музејска поставка
Музеј обједињује све оно најдрагоценије остварено у беловодском пешчару, занатске производе, предмете за свакодневну употребу, експонате примењене уметности, етнографски и уметнички вредне фрагменте надгробника, дела наивних и професионалних вајара галеријског формата изведених у Вајарској колонији „Беловодски пешчар”, дела студената завршних године вајарства Факултета примењених уметности из Београда, копије розета и уметничке фрагменте Моравске школе у камену, мозаике студената из Крагујевца и Београда остварених у Мозаичарској школи, основаној 2010. године, клесарски алат кроз векове, мајсторска писма, дипломе, писма, уговоре и признања клесара и друга архивска документа и фотографије о клесарима и клесарству.
Музеј има и свој екстерни део скулптура у Парку скулптура, који својим амбијантелном атрактивношћу заокружује тематски круг музеја.